# East Lynne (Misuri)
East Lynne es una ciudad ubicada en el condado de Cass, Misuri, Estados Unidos. Según el censo de 2020, tiene una población de 294 habitantes.

## Geografía
La localidad está ubicada en las coordenadas 38°40′6″N 94°13′51″O / 38.66833, -94.23083. Según la Oficina del Censo de los Estados Unidos, East Lynne tiene una superficie total de 0.84 km², correspondientes en su totalidad a tierra firme.

## Demografía
Según el censo de 2020, hay 294 personas residiendo en East Lynne. La densidad de población es de 350.00 hab./km². El 89.46% de los habitantes son blancos, el 0.34% es asiático, el 0.34% es de otra raza y el 9.86% son de una mezcla de razas. Del total de la población, el 2.04% son hispanos o latinos de cualquier raza.